# دایسوکه کیکوچی
دایسوکه کیکوچی (انگلیسی: Daisuke Kikuchi؛ زادهٔ ۱۲ آوریل ۱۹۹۱) بازیکن فوتبال اهل ژاپن است.
وی همچنین در تیم ملی فوتبال زیر ۲۰ سال ژاپن بازی کرده‌است.

## جدول بازی‌ها
| عملکرد باشگاهی | عملکرد باشگاهی     | عملکرد باشگاهی | لیگ  | لیگ | جام           | جام           | لیگ برتر | لیگ برتر | قاره | قاره | دیگر | دیگر | جمع  | جمع |
| فصل            | کاپ                | لیگ            | بازی | گل  | بازی          | گل            | بازی     | گل       | بازی | گل   | بازی | گل   | بازی | گل  |
| ژاپن           | ژاپن               | ژاپن           | لیگ  | لیگ | جام امپراتوری | جام امپراتوری | جی لیگ   | جی لیگ   | AFC  | AFC  | دیگر | دیگر | جمع  | جمع |
| -------------- | ------------------ | -------------- | ---- | --- | ------------- | ------------- | -------- | -------- | ---- | ---- | ---- | ---- | ---- | --- |
| ۲۰۰۷           | شونان بلمار        | جی‌لیگ ۲        | ۱    | ۰   | ۰             | ۰             | –        | –        | –    | –    | –    | –    | ۱    | ۰   |
| ۲۰۰۸           | شونان بلمار        | جی‌لیگ ۲        | ۱۴   | ۲   | ۱             | ۰             | –        | –        | –    | –    | –    | –    | ۱۵   | ۲   |
| ۲۰۰۹           | شونان بلمار        | جی‌لیگ ۲        | ۶    | ۱   | ۱             | ۰             | –        | –        | –    | –    | –    | –    | ۷    | ۱   |
| ۲۰۱۰           | تسپاکوستاسو گونما  | جی‌لیگ ۲        | ۲۷   | ۴   | ۰             | ۰             | –        | –        | –    | –    | –    | –    | ۲۷   | ۴   |
| ۲۰۱۱           | شونان بلمار        | جی‌لیگ ۲        | ۳۴   | ۲   | ۳             | ۰             | –        | –        | –    | –    | –    | –    | ۳۷   | ۲   |
| ۲۰۱۲           | شونان بلمار        | جی‌لیگ ۲        | ۳۹   | ۷   | ۱             | ۰             | –        | –        | –    | –    | –    | –    | ۴۰   | ۷   |
| ۲۰۱۳           | شونان بلمار        | جی‌لیگ          | ۳۰   | ۲   | ۰             | ۰             | ۴        | ۱        | –    | –    | –    | –    | ۳۴   | ۳   |
| ۲۰۱۴           | شونان بلمار        | جی‌لیگ ۲        | ۴۱   | ۸   | ۱             | ۰             | –        | –        | –    | –    | –    | –    | ۴۲   | ۸   |
| ۲۰۱۵           | شونان بلمار        | جی‌لیگ          | ۳۴   | ۳   | ۱             | ۰             | ۲        | ۰        | –    | –    | –    | –    | ۳۷   | ۳   |
| ۲۰۱۶           | شونان بلمار        | جی‌لیگ          | ۳۲   | ۳   | ۳             | ۰             | ۵        | ۰        | –    | –    | –    | –    | ۴۰   | ۳   |
| ۲۰۱۷           | اوراوا رد دایموندز | جی‌لیگ          | ۸    | ۰   | ۲             | ۰             | ۱        | ۰        | ۳    | ۰    | ۲    | ۰    | ۱۷   | ۳   |
| ۲۰۱۸           | اوراوا رد دایموندز | جی‌لیگ          | ۹    | ۰   | ۱             | ۰             | ۶        | ۰        | –    | –    | –    | –    | ۱۶   | ۰   |
| جمع کلی:       | جمع کلی:           | جمع کلی:       | ۲۴۳  | ۲۹  | ۱۴            | ۰             | ۱۸       | ۱        | ۳    | ۰    | ۲    | ۰    | ۲۸۰  | ۳۰  |